# ドロホブージ (リウネ州)
ドロホブージ（ウクライナ語: Дорогобуж）はウクライナ・リウネ州ホシチャンシクィイー地区(uk)の村落（село / セロ）である。

## 地理
村は海抜211mの位置にあり、付近には高速道路のM-06号線(ru)が通っている。

## 歴史
9世紀から13世紀にかけて、当地にはキエフ大公国時代の都市があり、ヴォルィーニ公国の分領公国であるドロゴブージ公国の首都だった。